# Callobre (La Estrada)
Callobre es una parroquia en el este del término municipal del ayuntamiento de La Estrada, en la provincia de Pontevedra, Galicia (España).

## Límites y superficie
Linda al norte con las parroquias de Moreira (San Miguel) y Ancorados (San Pedro), al sur con Lagartones (San Esteban) y Cereijo (San Jorge), al este con Cereixo y Rubín (Santa María), y al oeste con Aguiones (Santa María) y Lagartones. Tiene una superficie de 355 hectáreas.

## Lugares tradicionales y población
Según el nomenclátor de 2009, la parroquia comprende los lugares de Aldea Grande, Cimadevila, Figueira, Friamonde, Os Loureiros, Nogueira, O Outeiro, Ponte Liñares, Pousada, A Riba, Vilafruxil y O Vilar, con una población total de 445 habitantes.
En 1607 eran 30 feligreses. En 1842 tenía ya una población de 372 personas. Entre 1986 y 2006, la población pasó de 667 a 477 personas, lo cual significó una pérdida del 28,49%.

## Caminos antiguos y patrimonio ecológico
- Camino real: ubicado al oeste. Transcurría desde La Estrada a Mota (Riobó), por encima del puente viejo.
- Camino viejo: desde el puente de Callobre se dirigía a la iglesia y de ella, atravesando los bosques de Penedo Redondo, al lugar de O Sol (Rubín).
- Alcornoque centenario del Pazo de Cervela - Valiñas. Nombrado en 1851 por Ramón Cervela en los versos que dedicó a Avelina Valladares.
- Pino manso. Árbol también centenario ubicado en la carretera PO-7017 cerca de su cruce con la nacional 640 en Ponte Liñares.
- "Bibero Real" en la cuenca del regato de Friamonde, y lindando al este con el Monte de Sanmartiño, al norte con el lugar de Os Negras, al oeste con las Veigas de Baixo y al sur con las Veigas do Río y Revolta.

## Hidrografía
El río Linares constituye el linde occidental que la separa de la parroquia de Lagartones. En él se halla el molino de los Cervela. Sus afluentes son:
- Reguero de la Fervenza: nace en tierras de la parroquia de Curantes y desemboca en el lugar de Mollarrabo. Posee una hermosa cascada ubicada en una garganta de acceso difícil. En su parte superior la erosión del agua originó en la roca una curiosa forma: los dedos de una mano intentan evitar que el agua se precipite por el acantilado. En su parte inferior se halla el conocido como pozo de los moros. Cuentan que a su derecha existe una roca, con un orificio de un metro de diámetro, en cuyo interior arrojaron piedras amarradas a cuerdas y nunca llegaron al fondo. En este reguero pueden encontrarse los viejos molinos de Callobre y de Maceira. Este último con fachada de madera y restos de una gran noria.
- Regato de Friamonde: nace en Mamuela y desemboca en Palluzo. Uno de sus afluentes recoge las aguas de la ladera noroeste del Monte da Fame, el Pozo de Álvarez, Penedo Redondo, O Gorgullón, el Monte de Sanmartiño (posible ubicación de un monasterio en el siglo XI), Os Negras, etc. En él pueden hallarse los molinos de O pontillón, Ferreira y Xestoso.

La presa de Valiñas es un antiguo canal de riego.
- Puentes:

Puente del Viso: comenzado a construirse en 1861 sobre el río Linares. Por el transcurre la carretera nacional 640.
Puente viejo: una de los pocos de estilo románico que existen en el municipio.
Pontillón de Friamonde.
Pontillón de la presa de Valiñas.
Puente de Callobre: aguas abajo del salto da Fervenza. En su extremo existe un antiguo camino que, dejando atrás un molino abandonado, lleva hasta la parte inferior de dicha cascada.
Existen noticias de otros dos puentes. Uno, románico, ubicado no lejos del Pazo de Valiñas que comunicaba a los de Callobre con Lagartóns. Dicen las leyendas que junto a él hay dos minas cubiertas por piedras: una de oro y otra de alquitrán. Y que si alguien abriera la de alquitrán arderían siete parroquias situadas alrededor. El otro puente, desconocido, debería hallarse a los pies del castro de la Aldea Grande.
- Fuentes: las de Santa Margarida, cercana a la Iglesia parroquial y de la cual afirmaban que curaba los males de garganta, y las de Nogueira, Figueira, con un antiguo lavadero público, y Friamonde.

## Castros
- Friamonde. Localizado al noroeste del lugar. En el centro de su cima puede observarse una piedra excavada, de 1 m x 1,2 m x 0,3 m, a la que llamaban artesa de los moros.En otras, sin embargo, o se le atribuye la función de abrevadero para los caballos de éstos o la de altar donde efectuaban sacrificios de animales.
- Aldea Grande. Al sudoeste de dicho lugar. Sus defensas se hallan mal conservadas. Por su ladera Oeste puede bajarse, con esfuerzo, hasta la cima del salto de la Fervenza. Por su ladera norte discurre un camino, muy tapado por la maleza, que parece llevar hacia el puente perdido.

## Cruceiros
- De la iglesia: en su atrio, de pedestal cúbico, columna primero cuadrada y luego octogonal, capitel de redondo en su inicio a cuadrangular con volutas y cuatro querubines, y cruz latina octogonal con cáliz y hostia en su anverso.
- Vilafruxil: de pedestal cuadrangular con peto de ánimas (hucha o alcancía donde se depositaban limosnas para que las almas salieran del purgatorio), columna redonda y cruz latina. Construido para marcar el linde entre las parroquias de Callobre y Moreira.

## Edificios religiosos
La iglesia parroquial fue construida en el siglo XVIII, con planta de cruz latina y reutilizando los materiales procedentes de otra más antigua. Tiene casa rectoral cercana y con palomar cuadrado unido a su cuerpo (en ruinas tras un incendio). Entre su patrimonio cuenta con una pila bautismal del siglo XII; archivos con textos que se remontan hasta el siglo XII; una cruz parroquial de 1726, estilo gótico fabricada en plata y oro; una cruz del año 1610, forjada en plata por el compostelano Enrique López, con las figuras de Jesús, María, y San Martíño junto con Mateo, Marcos, Lucas y Juan; sepulturas en la capilla mayor, con lises y hojas de higuera, de Juan González de Figueroa e Inés Álvarez Bermúdez de Castro, su esposa y patrona de la Iglesia; una campana grande del año 1874 y otra pequeña de 1894; y una imagen del Carmen.
La capilla de San Benito, es de planta rectangular, privada, cerrada y en deficiente estado de conservación. Se halla unida al Pazo de Cervela - Valiñas.
El monasterio de San Martín de Callobre ha desaparecido. Según cuentan se ubicaba en el Monte de Sanmartiño, ladera norte de Peneda Redonda. Fue construido en el año 1092 por quién decía llamarse "sernus sernorum dei sentarius" y sobre terrenos otorgados por Romano Didaz.

## Edificios civiles
El Pazo de Cervela - Valiñas es de planta en L, y fue antigua morada de los Cervela de Aragón y Cataluña. En 1876 uno de sus descendientes, José Vázquez Cervela, entró en la Casa Real y alcanzó el cargo de Aposentador de Fernando VII. Fue Cárcel de Callobre durante la Jurisdicción de Tabeirós, y Casa Ayuntamiento del municipio de A Estrada por acuerdo del 6 de febrero de 1840. Deficiente estado de conservación con destrucción, según narran los vecinos, de viejos archivos de interés histórico.
La Casa Torre está situada en el lugar de Pousada. También conocida como "Casa do Mariñao" pues algunos de sus propietarios vinieron de las "Mariñas". Destaca en su portalón una cruz grabada en la piedra con la inscripción "JOSE TORRES 1839...".
La casa de Ken Keirades (alias del escritor Manuel García Barros), ubicada en el mismo lugar en donde vivió y murió en 11 de abril de 1972.
La antigua serrería de madera, ahora en ruinas, un poco arriba del puente del Viso.
La Asociación Cultural Isaac - Ken Keirades linda con la nacional 640 y está dotada en su planta baja de un teatro con capacidad para toda la parroquia. Desde hace años no funciona.